# جیمی فارست
جیمی فارست (به انگلیسی: Jimmy Forrest) بازیکن فوتبال زادهٔ ۲۴ ژوئن ۱۸۶۴ اهل کشور انگلستان بود که سابقهٔ بازی در تیم ملی فوتبال انگلستان را در کارنامهٔ خود دارد. وی در تاریخ ۱۷ مارس ۱۸۸۴ نخستین بازی ملی خود را در مقابل تیم ملی فوتبال ولز انجام داد و با حضور در ۱۱ بازی ملی، در تاریخ ۱۵ مارس ۱۸۹۰ واپسین بازی ملی‌اش را در برابر تیم ملی فوتبال ایرلند برگزار کرد.